# چستک سفلی
چستک سفلی یک روستا در ایران است که در بخش مرکزی شهرستان سربیشه واقع شده‌است.